# Disco Polo Music
Disco Polo Music este un canal TV din Polonia ce emite muzică. A fost lansat pe 1 mai 2014 și este deținut de Telewizja Polsat (precum și Cyfrowy Polsat). 
Disco Polo Music se poate vede și online pe site-ul discopolomusic.pl, având recepționat pe rețeaua de cablu Cyfrowy Polsat.